# Rihanna: Live In Concert Tour
El Rihanna: Live in Concert Tour fue la primera gira de conciertos de la cantante 
barbadense Rihanna. La gira promociona a su segundo álbum de estudio, A Girl Like Me. Tuvo lugar durante el verano de 2006. Rihanna siguió en gira ese año como invitada especial de Pussycat Dolls, Jay-Z y Black Eyed Peas.

## Actos de apertura
- Field Mob (solo en algunas fechas)[1]
- Jeannie Ortega (solo en algunas fechas)[1]
- J-Status (solo en algunas fechas)[1]
- Ciara (solo en algunas fechas)[6]
- Yung Joc (solo en algunas fechas)[6]
- Trey Songz (solo en algunas fechas)[6]
- Sean Paul (solo en algunas fechas)[2]

## Lista de canciones
1. "Pon de Replay"
2. "If It's Lovin' That You Want"
3. "You Don't Love Me (No, No, No)"
4. Medley:
  1. "Crazy Little Thing Called Love"
  2. "Here I Go Again"
5. "We Ride"
6. "Break It Off"
7. "Unfaithful"
8. "Let Me"
9. "Kisses Don't Lie"
10. "That La, La, La"
11. "P.S. (I'm Still Not Over You)"
12. "Redemption Song" (cover Bob Marley)
13. "A Girl Like Me"
14. "SOS"

## Fechas del tour
| Fecha                    | Ciudad           | País             | Lugar                             |
| North America[1]         | North America[1] | North America[1] | North America[1]                  |
| ------------------------ | ---------------- | ---------------- | --------------------------------- |
| 1 de julio de 2006       | San Diego        | Estados Unidos   | House of Blues                    |
| 2 de julio de 2006       | Los Ángeles      | Estados Unidos   | House of Blues                    |
| 5 de julio de 2006       | Salt Lake City   | Estados Unidos   | Vortex Night Club                 |
| 10 de julio de 2006      | Cleveland        | Estados Unidos   | House of Blues                    |
| 13 de julio de 2006      | Allentown        | Estados Unidos   | Crocodile Rock Cafe               |
| 14 de julio de 2006      | Ottawa           | Canadá           | Festival Plaza                    |
| 15 de julio de 2006      | Belleville       | Canadá           | Matt and Joe's Nightclub          |
| 16 de julio de 2006      | Vaughan          | Canadá           | Kingswood Music Theatre           |
| 18 de julio de 2006      | Darien           | Estados Unidos   | Darien Lake Performing Art Center |
| 21 de julio de 2006      | Valdosta         | Estados Unidos   | All-Star Amphitheater             |
| 22 de julio de 2006      | Montego Bay      | Jamaica          | Catherine Hall Sports Complex     |
| 23 de julio de 2006      | Winter Haven     | Estados Unidos   | Star Haven Amphitheatre           |
| 26 de julio de 2006      | Atlanta          | Estados Unidos   | Star Heaven AmphiTheatre          |
| 29 de julio de 2006      | Toms River       | Estados Unidos   | Toms River High School North      |
| 3 de agosto de 2006      | Boston           | Estados Unidos   | Avalon Nightclub                  |
| 5 de agosto de 2006      | Ledyard          | Estados Unidos   | Fox Theatre                       |
| 8 de agosto de 2006      | Jackson          | Estados Unidos   | Jackson County Fairgrounds        |
| 17 de agosto de 2006     | Gilford          | Estados Unidos   | Meadowbrook Musical Arts Center   |
| 19 de agosto de 2006     | Gatineau         | Canadá           | Parc de la Baie                   |
| 1 de septiembre de 2006  | Jackson          | Estados Unidos   | Northern Star Arena               |
| 2 de septiembre de 2006  | Buffalo          | Estados Unidos   | Club Infinity                     |
| 3 de septiembre de 2006  | Sterling Heights | Estados Unidos   | Freedom Hill Amphitheater         |
| 15 de septiembre de 2006 | Honolulu         | Estados Unidos   | Pipeline Cafe                     |
| 16 de septiembre de 2006 | Pomona           | Estados Unidos   | Los Angeles County Fairgrounds    |
| 22 de septiembre de 2006 | Atlantic City    | Estados Unidos   | House of Blues                    |
| 29 de septiembre de 2006 | St. Louis        | Estados Unidos   | Bauman-Eberhardt Center           |
| 30 de septiembre de 2006 | Boston           | Estados Unidos   | Agganis Arena                     |

- Datos: Q1101582